# Hettensen
Hettensen ist ein Ortsteil der Stadt Hardegsen im Landkreis Northeim, Niedersachsen.

## Geographie

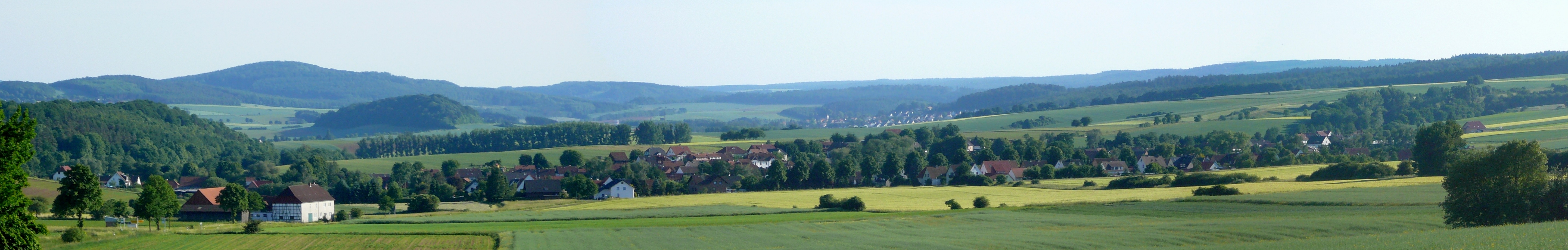
Blick von Norden auf Hettensen und das obere Schwülmetal

Hettensen liegt am Südostrand des Sollings östlich der Bramburg an der Schwülme, deren Quellen im Wald nordwestlich von Hettensen liegen. Die Nachbarorte sind Asche im Osten, Ellierode im Nordosten und Lödingsen im Süden. Die Stadt Hardegsen liegt etwa 4,5 km nordöstlich von Hettensen (Luftlinie).

## Name
Die älteste überlieferte Namensform lautet Hiddenhusen, weitere überlieferte alte Formen sind Hatenhusen (als einzelne Ausnahme mit einem a als erstem Vokal), Hedenhosen und Heddenhusen. Es handelt sich also um einen der in dieser Gegend häufigen „-hausen“-Orte. Bei dem ersten Namensteil handelt es sich – wie meist bei Orten mit der Endung -hausen – um einen Personennamen, in diesem Fall wahrscheinlich Hiddo. Der Name ist durch Assimilation aus dem Kurznamen Hildo entstanden mit dem Grundwort hild(i) „Kampf“.

## Geschichte
Wie bei den meisten Orten ist der Zeitpunkt der Gründung von Hettensen nicht bekannt, nach der Namensgebung kann sie bereits im 8. oder 9. Jahrhundert erfolgt sein. Die erste urkundliche Erwähnung, die sich sicher auf Hettensen bezieht, steht in einer Stiftungsurkunde des Petersstiftes in Nörten aus dem Jahr 1055. Eine Urkunde des Kaisers Otto des Großen aus dem Jahr 952 mit der Erwähnung eines Ortes Hitdeshuson, auf die sich die Jubiläumsfeiern des Ortes berufen, könnte sich ebenso wie eine Urkunde mit der Erwähnung eines Ortes Hiddeshusi aus dem Jahre 953 auch auf eine Ortswüstung Hiddesen beziehen. Der Ort Hettensen soll ursprünglich etwas weiter östlich des heutigen Dorfkerns unterhalb des heutigen Sportplatzes im Schwülmetal gelegen haben, die heutige Ortslage ist jedoch weniger feucht und daher siedlungsfreundlicher. Im Bereich des Sportplatzes führte auch die ehemalige Hardegser Heerstraße in Nord-Süd-Richtung am Ort vorbei. In der Mitte des 19. Jahrhunderts wurde an dem etwa 3,5 km vom Ort entfernten ehemaligen Vulkankegel Bramburg mit dem gewerblichen Abbau von Basalt begonnen. Damals wohnten in den 61 Wohnhäusern des Ortes, neben dem Wirtshaus Epelterenkrug und einer Mühle, 419 Einwohner. Seitdem wurden viele Bewohner von Hettensen in den Basaltbrüchen beschäftigt, das Dorf blieb jedoch landwirtschaftlich geprägt.
Seit dem 1. März 1974 ist Hettensen ein Ortsteil von Hardegsen. Die Grundschule wurde nach der Eingemeindung aufgelöst.

## Politik

### Ortsrat
Hettensen hat einen siebenköpfigen Ortsrat, der seit der Kommunalwahl 2021 ausschließlich von Mitgliedern der Wählergruppe "Wir für Hettensen" besetzt ist. Die Wahlbeteiligung lag bei 70,42 Prozent.

### Wappen
Das Wappen wurde der damals selbständigen Gemeinde Hettensen 1951 verliehen und zeigt zwei gekreuzte Klipperhämmer über einer Weizenähre auf blauem Grund. Es symbolisiert damit die damaligen Haupterwerbsquellen der Bewohner: Die Landwirtschaft und die Arbeit in den Basaltbrüchen der Bramburg.

## Kultur und Sehenswürdigkeiten

### Vereinswesen
In Hettensen gibt es unter anderem folgende Vereine:
- SV Grün-Weiß Hettensen 1920 e. V.
- Freiwillige Feuerwehr Hettensen
- Gemischter Chor Hettensen
- Wanderfreunde Hettensen 1984 e. V.
- Traditionsfeuerwehr Florentine e. V.

Außerdem existiert ein Ortsverband des Sozialverbands Deutschland, Feldmarks-, Jagd- und Forstgenossenschaften sowie Fördervereine für die Mehrzweckhalle und die Jugendbegegnungsstätte.

### Bauwerke

#### Kirche

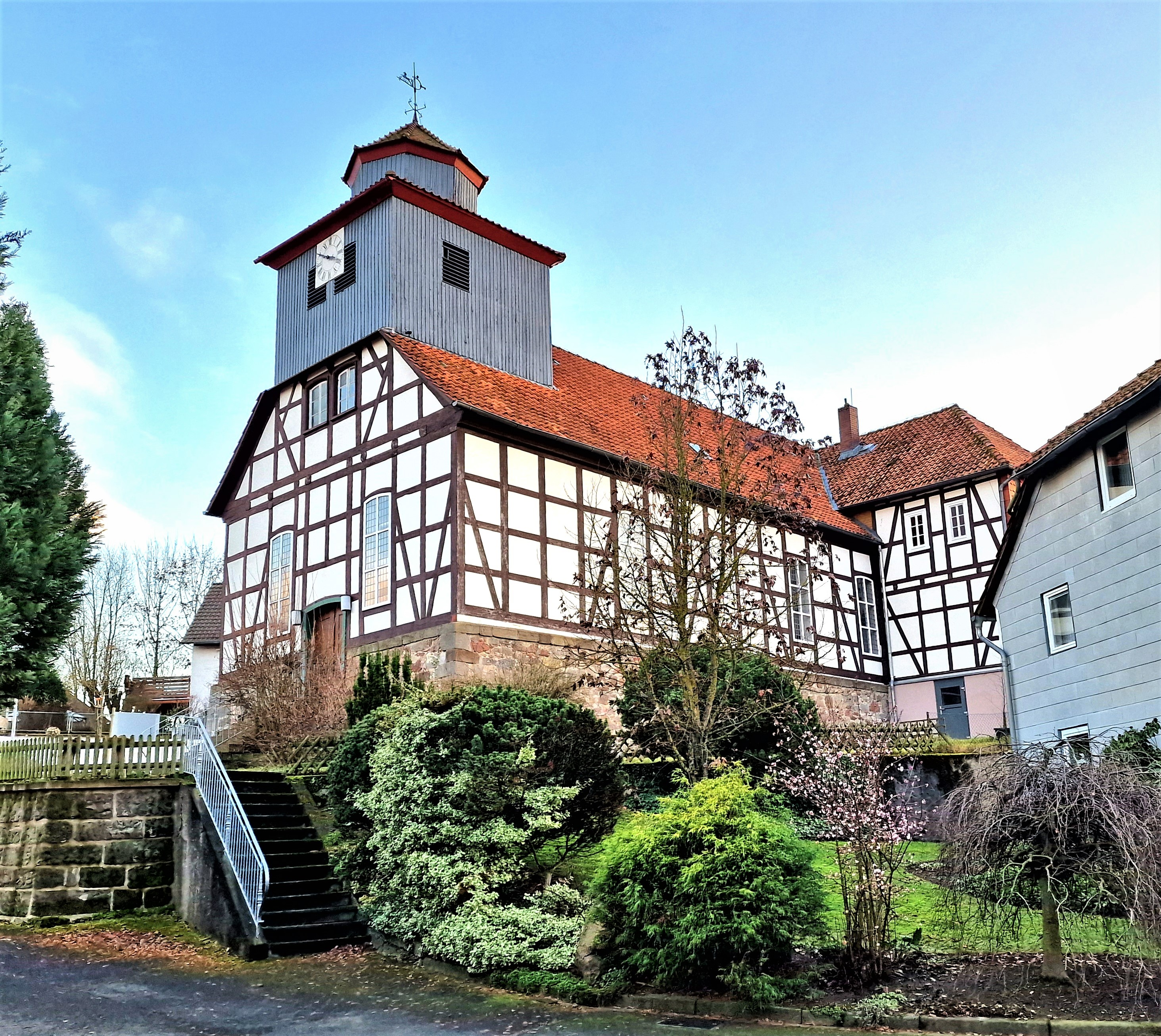
Fachwerkkirche Hettensen

Hettensen verfügte schon von alters her über ein eigenes Kirchengebäude, das jedoch nicht immer an derselben Stelle lag. Die heutige Kirche liegt auf einer Anhöhe westlich des Dorfzentrums und wurde 1793 als Fachwerkkirche errichtet, zeitgleich wurde der Friedhof am westlichen Dorfende eingerichtet. Kurz nach dem Zweiten Weltkrieg wurden an die Westseite der Kirche eine Küsterwohnung und ein Gemeinderaum angebaut.

#### Gut
Der Gutshof in Hettensen ist erst 1855 nördlich des Schwülmeübergangs entstanden und bekam 1860 den Status eines Ritterguts, nachdem das Gut in Gladebeck aufgelöst worden war. Das heute stark veränderte Herrenhaus wurde 1864 erbaut. 1979 wurden die Wirtschaftsgebäude durch einen Großbrand großenteils zerstört und nicht wieder aufgebaut.

#### Kirchenruine und Wüstung Vredewolt

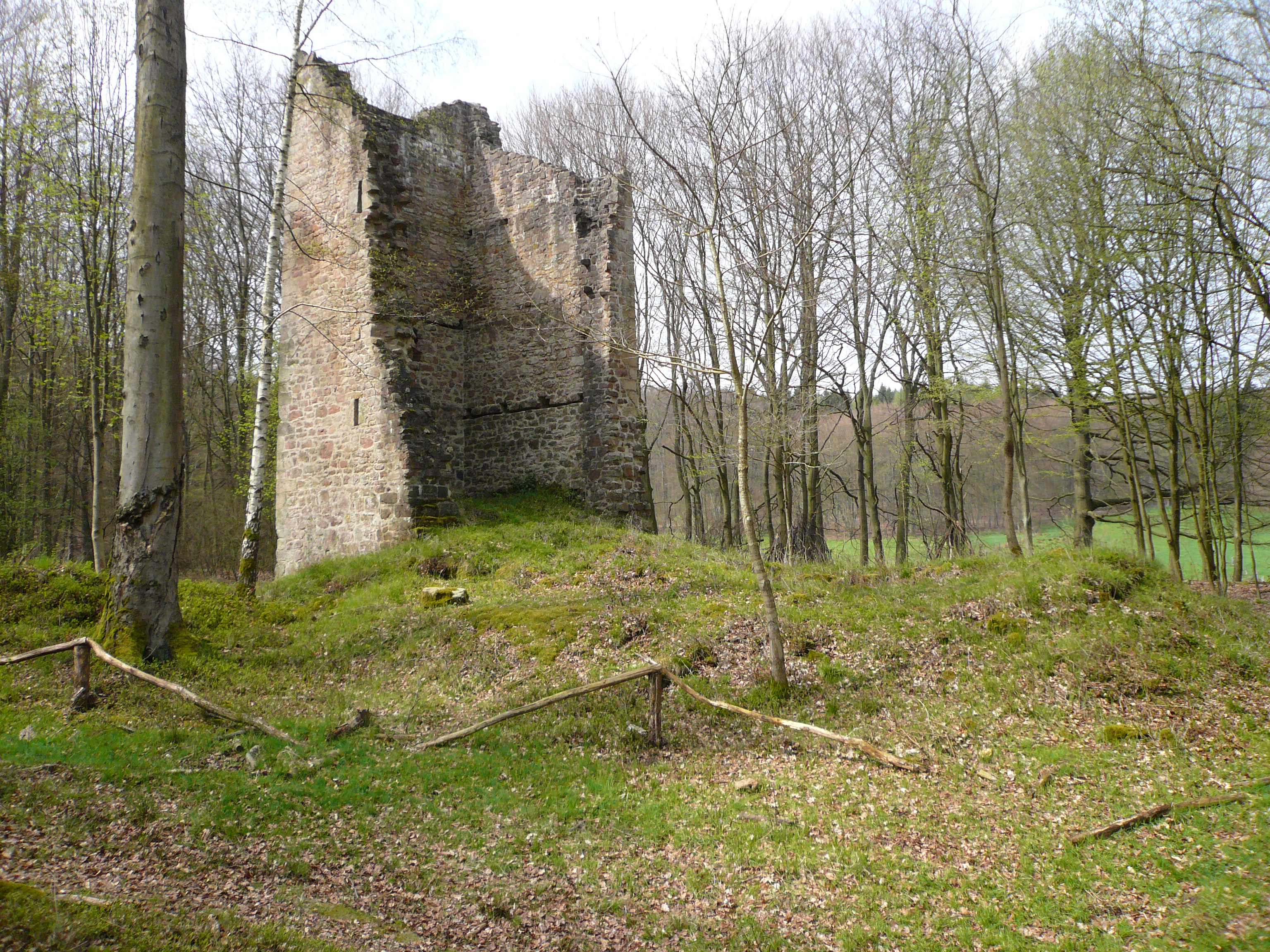
Kirchenruine Vredewolt

Etwa 2,6 Kilometer westnordwestlich von Hettensen liegt im Staatsforst Hardegsen im Quellgebiet der Schwülme die Ortswüstung Vredewolt, die auch unter den Bezeichnungen Freyenwalde, Friedenwald, Freudenwald und Friwohle überliefert ist. Die einstige Siedlung, von der noch die Ruine der ehemaligen Wehrkirche vorhanden ist, wurde 1318 erstmals erwähnt. 1586 wird die Siedlung als wüst bezeichnet. Von der Kirche sind noch drei Seiten des Kirchturmes bis etwa 12 Meter Höhe erhalten. Um die Kirche führte ein tiefer Graben, der wahrscheinlich auf der Innenseite durch Palisaden oder eine ähnliche Befestigung verstärkt war. Innerhalb des Grabens befinden sich außer der Kirchenruine noch einige Hügel, an deren Stellen möglicherweise früher Gebäude gestanden haben. Das eigentliche Dorf lag außerhalb des Grabens um die Kirche herum und ist nur noch durch wenige Relikte wie Hohlwegspuren zu erkennen.

## Wirtschaft und Infrastruktur

### Verkehr
Hettensen ist über die Landstraße L557 mit den Nachbarorten Ellierode und Lödingsen verbunden, zum Nachbarort Asche führt die Kreisstraße 434, die nördlich des Ortes auf die Landstraße nach Ellierode mündet. Es besteht eine Anbindung mit Linientaxis, Bussen und Anruf-Linientaxis der Regionalbus Braunschweig an die Orte Lödingsen, Asche, Ellierode und Hardegsen. Der nächste Bahnhof befindet sich in Lödingsen.